# География Лихтенштейна
47°10′ с. ш. 9°32′ в. д.
Лихтенштейн расположен в Верхней рейнской долине Европейских Альп и граничит на востоке с Австрией и на западе со Швейцарией, его территория полностью окружена территориями этих государств. Наряду с Узбекистаном Лихтенштейн является одной из двух стран мира, путь от которых к океану пролегает через территорию не менее чем двух государств. Всю западную границу страны формирует река Рейн. Протяжённость страны с севера на юг около 24 км. На крайнем юге расположена наивысшая точка Лихтенштейна — гора Граушпиц (2 599 м). Несмотря на его альпийское расположение, преобладание южных ветров делает климат Лихтенштейна сравнительно мягким. Зимой горные склоны отлично подходят для различных зимних видов спорта. Благодаря новой измерительной системе в 2006 г. выяснилось, что площадь страны 160 км², а границы 77.9 км. Таким образом, оказалось, что длина лихтенштейнских границ на 1.9 км длиннее, нежели ранее считалось.

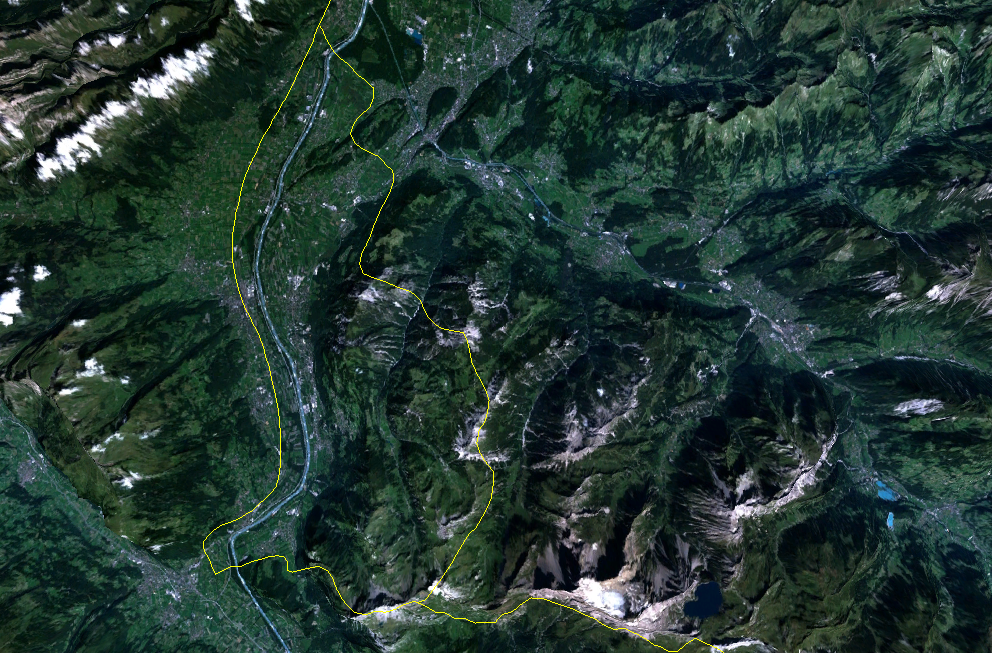
Космический снимок Лихтенштейна. Границы указаны желтым цветом

Климат умеренный, осадков 700—1 200 мм в год. Около четверти территории покрыто лесами (ель, бук, дуб); в горах — субальпийские и альпийские луга.

## Статистика
Распределение земельных ресурсов (по данным на 1993 г.):
- Обрабатываемые земли — 24 %
- Постоянные посевы зерновых культур — 0 %
- Пастбища — 16 %
- Леса — 35 %
- Прочие — 25 %

Крайние точки:
- Север — Река Рейн 47°16′15″ с. ш. 9°31′51″ в. д.HGЯO
- Юг — Гора Мазоракопф 47°02′55″ с. ш. 9°33′26″ в. д.HGЯO
- Запад — Река Рейн 47°03′46″ с. ш. 9°28′18″ в. д.HGЯO
- Восток — Пограничный пост № 28 47°02′55″ с. ш. 9°33′26″ в. д.HGЯO